# Amber Heard
Amber Laura Heard (Austin, Texas, 22 de abril de 1986) es una actriz y modelo estadounidense. Después de una serie de pequeños papeles en cine y televisión, Heard tuvo su primer papel protagónico en la película de terror All the Boys Love Mandy Lane (2006). Tuvo papeles secundarios en la película de acción Never Back Down (2008) y la comedia Pineapple Express (2008). En los años siguientes, apareció en películas como The Joneses (2009), The Ward (2010), The Rum Diary (2011), Drive Angry (2011), Machete Kills (2013) y Magic Mike XXL (2015).
En 2017, Heard se unió al Universo Extendido de DC para interpretar a la reina atlante Mera en las películas de superhéroes Liga de la Justicia (2017), Aquaman (2018) y Liga de la Justicia de Zack Snyder (2021). Además de actuar, Heard ha sido portavoz mundial del gigante de los cosméticos L'Oréal Paris desde 2018. También participa en el activismo por los derechos humanos.
Heard estuvo casada con el actor Johnny Depp de 2015 a 2016. Su divorcio llamó la atención de los medios de comunicación porque ella alegó que él había sido abusivo durante la mayor parte de su relación. Luego él la demandó por difamación en 2019 después de que Heard escribiera un artículo de opinión sobre ser una víctima pública de violencia doméstica. También demandó a los editores de The Sun por difamación relacionada en Inglaterra. En 2020, el Tribunal Superior de Justicia de Inglaterra y Gales dictaminó que Depp había perdido su caso por difamación y que la mayoría de las acusaciones de Heard habían sido probadas a nivel civil.
Depp demandó a Heard por difamación en Estados Unidos después de que declarara, en un artículo de opinión en el Washington Post de 2018, que había hablado «en contra de la violencia sexual» y se había convertido en «una figura pública que representaba el abuso doméstico». En el caso Depp vs. Heard, el jurado dictaminó que estas declaraciones difamaban a Depp, al mismo dictaminó que ella fue difamada cuando un abogado que trabajaba para Depp señaló que el abuso que sufrió Heard fue un fraude. La corte concedió a Depp y Heard una indemnización de $10.35 millones y $2 millones, respectivamente.
La actriz presentó una demanda para reponer el juicio, bajo el argumento de que la información sobre la edad de uno de los jurados no era correcta y por tanto anulaba el fallo que la obliga a pagar la indemnización a Depp. La demanda fue desechada y la actriz debe acatar el pago al actor.
En diciembre de 2022 los abogados de Heard solicitaron otra reposición del juicio argumentando que no se analizaron correctamente las pruebas psicológicas presentadas en el caso.

## Primeros años
Amber Laura Heard nació en Austin, Texas, hija de Patricia Paige (de soltera Parsons), investigadora de Internet (1956-2020), y David Clinton Heard (nacido en 1950), que era dueño de una pequeña empresa de construcción. Tiene una hermana menor, Whitney. La familia vivía fuera de Austin. El padre de Heard amansaba caballos en su tiempo libre y ella creció montando a caballo, cazando y pescando con él. También participó en concursos de belleza, aunque de adulta ha dicho que ya no puede «apoyar la objetivación». A la edad de 17 años, Heard ya no se sentía cómoda en el «Texas conservador y temeroso de Dios» y abandonó su escuela secundaria católica para seguir una carrera como actriz en Los Ángeles. Heard, que fue criada como católica, posteriormente se declaró atea, debido a la influencia de las obras de Ayn Rand.  Finalmente obtuvo un diploma a través de un curso de estudio en casa. Heard habla con fluidez el idioma español.

## Trayectoria actoral

### 2003-2007: Primeros roles
El trabajo de actuación más temprano de Heard incluyó apariciones en dos videos musicales, «There Goes My Life» de Kenny Chesney y «I Wasn't Prepared» de Eisley, y pequeños papeles secundarios en la serie de televisión, Jack & Bobby (2004), The Mountain (2004), y el OC (2005). Hizo su debut cinematográfico en un papel menor en el drama deportivo Friday Night Lights (2004), seguido de breves papeles secundarios en películas como Drop Dead Sexy (2005), North Country (2005), Side FX (2005), Price to Pay (2006), Alpha Dog (2006) y Spin (2007), y un lugar como estrella invitada en un episodio del procedimiento policial Criminal Minds. Heard recibió su primer papel protagónico en la poco convencional película de slasher All the Boys Love Mandy Lane, que se estrenó en el Festival Internacional de Cine de Toronto de 2006, pero no se estrenó en Europa hasta 2008 y en Estados Unidos hasta 2013 debido a problemas de distribución.
En 2007, Heard interpretó al interés amoroso del personaje principal en el drama adolescente de The CW, Hidden Palms, que la cadena quería reemplazar las reposiciones de verano de otras series dirigidas al público adolescente. La serie se estrenó en los EE. UU. en mayo de 2007 con críticas mixtas y calificaciones bajas, lo que llevó a CW a emitir solo ocho de los 12 episodios previstos antes de cancelarla. El mismo año, Heard también apareció en el cortometraje Day 73 with Sarah, en el drama para adolescentes Remember the Daze y en un episodio de la serie Californication de Showtime.

### 2008-2016: Reconocimiento convencional

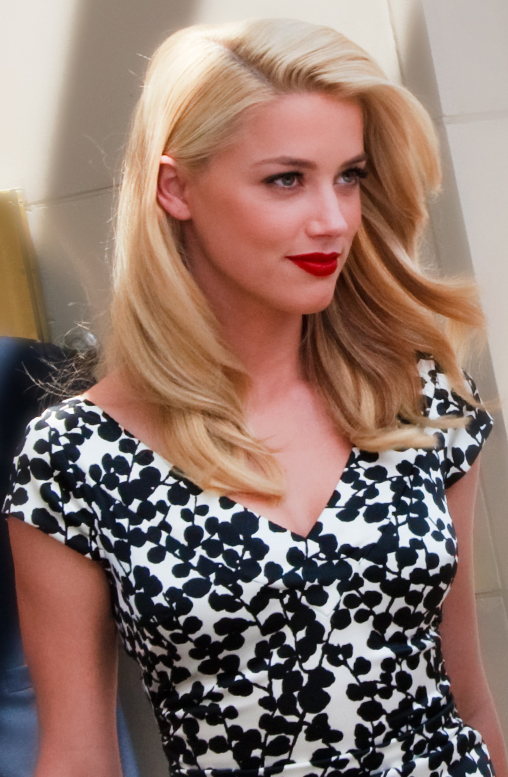
Heard en el Festival Internacional de Cine de Toronto de 2009.

Heard ganó un reconocimiento moderado de la corriente principal en 2008 con papeles secundarios en la comedia de fumetas producida por Judd Apatow, Pineapple Express y el drama de artes marciales Never Back Down, ambos éxitos de taquilla. También apareció como parte de un elenco en una adaptación de la novela The Informers (2008) de Bret Easton Ellis, pero la película fue un fracaso crítico. Al año siguiente, Heard protagonizó The Joneses (2009) junto a David Duchovny y Demi Moore; Variety escribió que Heard «se roba el show» de Moore. Fuera de una breve aparición en el éxito de taquilla Zombieland (2009), las otras películas de Heard durante este tiempo fueron películas independientes que recibieron solo un estreno limitado en cines: Exterminators (2009), The River Why (2010), And Soon the Darkness (2010) -o películas de terror criticadas por la crítica- The Stepfather (2009), The Ward.
El primer estreno cinematográfico de Heard en 2011 fue Drive Angry, un thriller de acción sobrenatural en el que la emparejaron con Nicolas Cage. La película recibió principalmente malas críticas y tuvo un rendimiento comercial inferior, pero el crítico de cine Roger Ebert escribió que ella «hace todo lo posible» con su personaje, una camarera que se ve envuelta en la misión de un no-muerto para salvar a su hija de una secta. A principios de 2011, Heard también apareció en el programa de televisión británico Top Gear. A continuación, Heard protagonizó The Playboy Club de NBC, una serie de drama criminal sobre el Playboy Club original en la década de 1960 en Chicago. Después de malas críticas y valoraciones, así como de protestas tanto de feministas como de grupos conservadores, la serie fue cancelada después de que sólo se emitieran tres episodios. El tercer papel de Heard en 2011 fue como el interés amoroso del personaje principal, interpretado por Johnny Depp, en la adaptación de Hunter S. Thompson, The Rum Diary (2011). La película no fue un éxito comercial, y recibió críticas mixtas, con la parte de Heard considerada subdesarrollada. En 2011, Heard también apareció en una campaña publicitaria de la marca de moda, Guess.

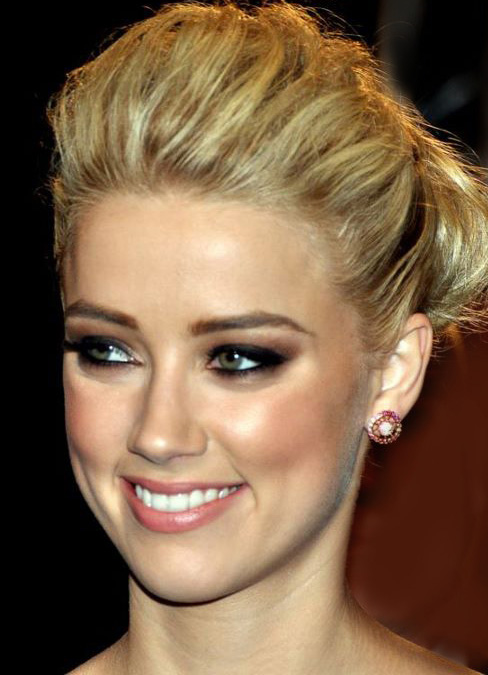
Heard en el estreno de The Rum Diary (2011).

Heard protagonizó a continuación el thriller, Paranoia (2013), la película de explotación, Machete Kills (2013) y la sátira, Syrup (2013), ninguno de los cuales fue un éxito de crítica o comercial. El año también vio el lanzamiento limitado en Estados Unidos de All the Boys Mandy Lane. Aunque las críticas de la película fueron en general mixtas a negativas, la actuación de Heard fue calificada como «la más definitiva hasta la fecha» por Los Angeles Times y «psicológicamente interesante» por The Washington Post. En 2014, Heard apareció en un papel secundario en el thriller de acción de éxito comercial, 3 Days to Kill.
En 2015, Heard tuvo un papel secundario destacado en la comedia dramática, Magic Mike XXL, interpretando el interés amoroso del protagonista de la película, Channing Tatum. Como su predecesora, la película fue un gran éxito de taquilla. Heard también tuvo un pequeño papel secundario en el drama de época de Tom Hooper, The Danish Girl (2015), y un papel protagónico junto a James Franco y Ed Harris en el thriller criminal independiente The Adderall Diaries (2015). Aunque las críticas para este último fueron en general negativas, Indiewire afirmó que aunque Heard estaba «mal interpretada», «muestra mucho potencial y ha tenido éxito en un intento por ser tomada más en serio». Su cuarto papel en 2015 fue junto a Christopher Walken en la película de televisión One More Time, que se emitió en Starz. Para su papel de cantautora en apuros, tomó lecciones de canto y aprendió a tocar el piano y la guitarra. Los Angeles Times calificó su actuación de «excelente» y The Film Stage declaró que Heard hizo un «trabajo admirable».
Además de sus otros papeles en 2015, Heard interpretó a la protagonista femenina en London Fields, una adaptación de la novela de Martin Amis sobre una clarividente que sabe que la asesinarán. Después de su estreno para la prensa en el Festival Internacional de Cine de Toronto de 2015, la actuación de Heard recibió críticas muy negativas, y luego afirmó que «fue una de las películas más difíciles de filmar y ha demostrado que continúa ser difícil ... No puedo decir que le hice justicia [al personaje]». Poco después de la proyección inicial, la película se retiró del estreno debido a desacuerdos entre el director y los productores, y debido a un litigio no fue puesto en libertad hasta 2018. Heard fue nominada para el premio Golden Raspberry a la peor actriz por la película.

### 2017-presente: Universo extendido de DC y otros proyectos

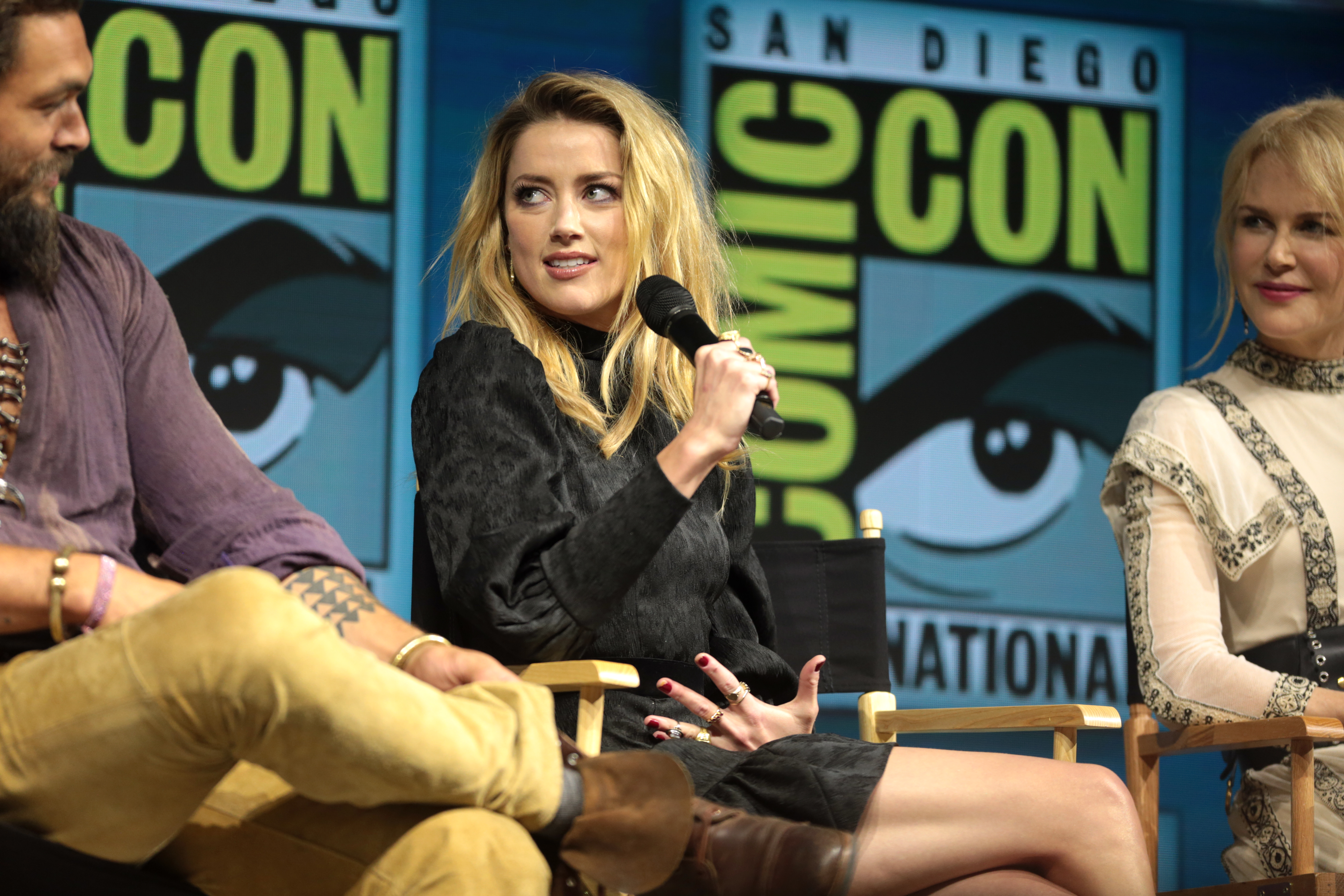
Heard hablando sobre Aquaman en la Comic-Con International de San Diego de 2018.

En 2017, Heard apareció como parte de un elenco en la comedia independiente de Lake Bell, I Do ... Until I Don't y se unió al elenco del Universo extendido de DC (por sus siglas en inglés, DCEU) como Mera, la reina atlante de Aquaman, en la película de superhéroes Liga de la Justicia. Ella repitió el papel al año siguiente en Aquaman (2018), que coprotagonizó Jason Momoa, Nicole Kidman y Willem Dafoe y marcó el primer papel importante de Heard en una película de estudio. Ella ha declarado que una de las razones que la atrajo al papel fue que Mera es «una superhéroe fuerte, independiente y dueña de sí misma por derecho propio», que rechaza ser llamada Aquawoman en lugar de su propio nombre. Aquaman se convirtió en el quinto lanzamiento más rentable de 2018, y la entrega de DCEU más rentable hasta ese momento. El mismo año, Heard fue nombrado embajador mundial del gigante de los cosméticos L'Oréal Paris.
En 2019, Heard tuvo papeles secundarios en los dramas independientes Her Smell, junto a Elisabeth Moss, y Gully. Su único proyecto lanzado en 2020 fue la miniserie posapocalíptica The Stand, basada en la novela homónima de Stephen King. Interpretó a Nadine Cross, una maestra de escuela que se encuentra entre los pocos supervivientes de una plaga apocalíptica. Coprotagonizó a James Marsden, Odessa Young, Alexander Skarsgård y Henry Zaga, y se estrenó en CBS All Access en diciembre de 2020, y el final de la serie se emitió en febrero de 2021. En 2021, Heard repitió su papel de Mera en la película de superhéroes Liga de la Justicia de Zack Snyder, un corte del director de la película de 2017,  para la que también había rodado nuevas escenas.
Heard protagoniza Aquaman y el Reino Perdido (2023), una secuela de Aquaman. Heard también aparecerá en el próximo drama de época de Conor Allyn, In the Fire.

## Activismo

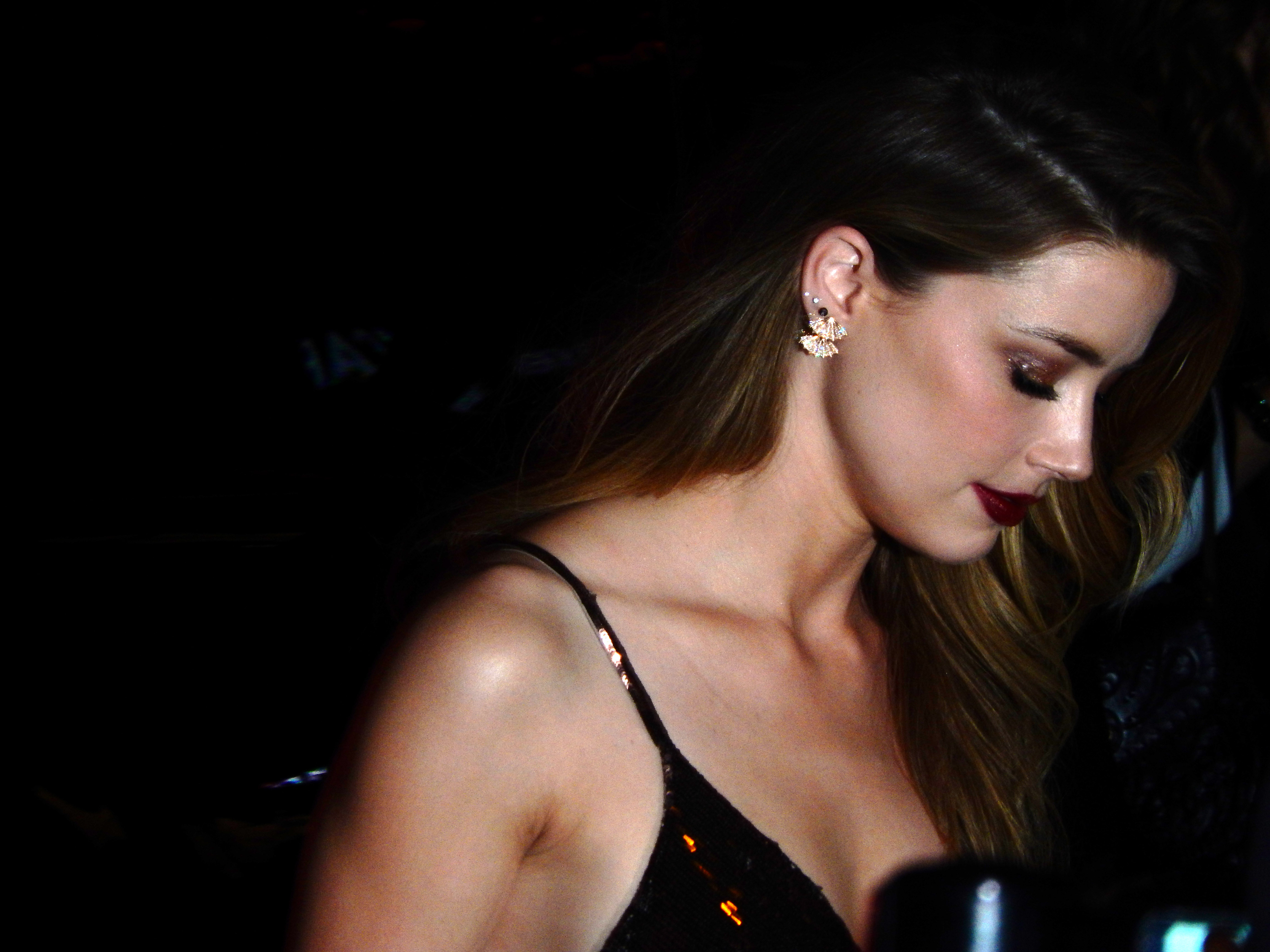
Heard en 2015.

En 2012, Heard colaboró con Amnistía Internacional en una campaña bilingüe para concienciar sobre la política de inmigración estadounidense en la frontera entre México y Estados Unidos. En agosto de 2016, Heard se comprometió a donar su acuerdo de divorcio de siete millones de dólares con Johnny Depp a la Unión Estadounidense por las Libertades Civiles (ACLU) y al Hospital Infantil de Los Ángeles (CHLA). Ese mismo año, en noviembre de 2016, emitió un comunicado en el que defendía esta promesa frente a las acusaciones de TMZ —a pesar de que Depp aún no había terminado de pagarle los siete millones de dólares— de que aún no había hecho las donaciones tal y como se había comprometido. Depp terminó de pagar la totalidad del acuerdo de divorcio de siete millones de dólares a Heard en octubre de 2018. Para entonces, CHLA ya había reconocido a Heard como una de sus donantes al incluirla oficialmente en su lista «Cuadro de Honor de Donantes» del ejercicio 2017.  Al año siguiente, en 2019, la incluyeron igualmente en su lista de donantes del ejercicio 2018.
En enero de 2021, el Daily Mail  informó de una alegación hecha por los abogados de Depp de que Heard aún no había completado sus donaciones. En respuesta a esta afirmación, el abogado de Heard declaró que ésta tiene intención de «cumplir finalmente su promesa» en su totalidad, pero que «se ha visto retrasada en ese objetivo porque el señor Depp interpuso una demanda contra ella y, en consecuencia, se ha visto obligada a gastar millones de dólares». Posteriormente, los medios de comunicación informaron sobre declaraciones anteriores de Heard. Durante una aparición en el programa de entrevistas de la televisión holandesa RTL Late Night en octubre de 2018, Heard dijo que había «donado» siete millones de dólares a ACLU y CHLA. En su testimonio de febrero de 2020 en el caso Depp contra News Group Newspapers Ltd en el Reino Unido, Heard declaró que había «donado» la «cantidad total» de su acuerdo de divorcio a la caridad.
En el juicio de Depp contra Heard en 2022, el representante corporativo de CHLA testificó que en 2021, Heard les había pagado 250 000 dólares. En un testimonio de diciembre de 2021 utilizado previamente en el juicio, el director de operaciones de la ACLU testificó que la organización esperaba que el dinero prometido llegara en un período de diez años y que Heard no había hecho ninguna contribución desde 2018. Hasta ese momento, la ACLU había recibido un total de 1.3 millones de dólares entre 2016 y 2018, de los cuales 350 000 fueron directamente de Heard, 500 000 de un fondo asesorado por donantes que se cree que es de Elon Musk, 350 000 de otro fondo asesorado por donantes y 100 000 dólares directamente de Depp como parte del acuerdo. En 2019, la ACLU se enteró de que Heard estaba «teniendo problemas financieros y no podía cumplir con el resto de la promesa». Heard declaró que defender el caso le había costado más de seis millones de dólares en honorarios legales. También declaró que la donación de Musk en su nombre no contaba para los últimos 3.5 millones de dólares que se había comprometido a donar y que pensaba reanudar sus donaciones cuando pudiera.

## Vida privada
Amber declaró ser bisexual en 2010, en el evento del 25 aniversario de GLAAD. En 2018, Heard reveló que le habían advertido que no se declarara bisexual, ya que podría afectar negativamente su carrera.
Tuvo una relación con la fotógrafa estadounidense Tasya van Ree desde 2008 hasta 2012. En 2009, Heard fue arrestada en el estado de Washington por un delito menor de violencia doméstica, supuestamente después de agarrar a Van Ree y golpear su brazo. No se presentaron cargos contra Heard. La policía eliminó legalmente los registros del arresto en 2011 después de una solicitud, pero el Tribunal de Distrito del Condado de King retuvo sus propios registros. En 2016, Van Ree declaró que Heard había sido acusada «injustamente» y que el incidente había sido «malinterpretado y exagerado».
En 2014, Heard fue una de las víctimas de las filtraciones de fotos de celebridades en iCloud, en las que sus fotos privadas de desnudos fueron pirateadas y distribuidas sin su consentimiento.
Después de su divorcio de Depp, Heard salió con el empresario tecnológico Elon Musk durante un año, hasta principios de 2018. En 2020, comenzó a salir con la directora de fotografía Bianca Butti.
El 8 de abril de 2021 le dio la bienvenida a su hija Oonagh Paige Heard a través de maternidad subrogada. Sus mellizos, un niño y una niña, nacieron en mayo de 2025.

### Relación con Johnny Depp

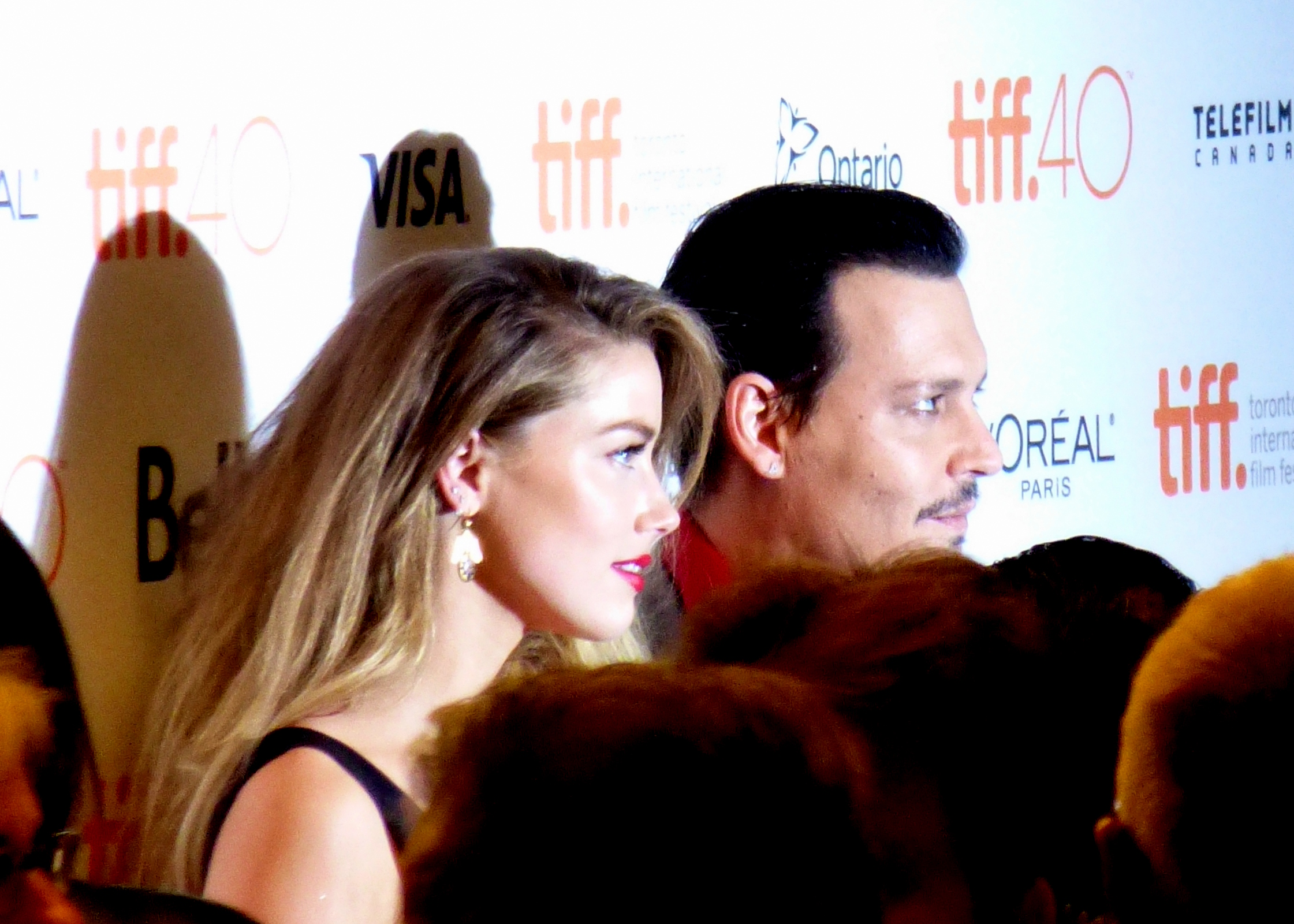
Heard y Johnny Depp en el Festival de Cine de Toronto de 2015.

Heard y Depp comenzaron a salir en 2012 y se casaron en una ceremonia civil en febrero de 2015. En abril de 2015, Heard violó las leyes de bioseguridad de Australia cuando no declaró a los dos perros de ella y de Depp en la aduana cuando volaron a Queensland, donde él estaba trabajando en una película. Heard se declaró culpable de falsificar documentos de cuarentena, afirmando que había cometido un error debido a la falta de sueño. Se le impuso una fianza de $1000 dólares por buena conducta por un mes por producir un documento falso; Heard y Depp también publicaron un video en el que se disculparon por su comportamiento e instaron a las personas a adherirse a las leyes de bioseguridad. The Guardian calificó el caso como el «caso de cuarentena criminal de más alto perfil» en la historia de Australia.
Heard solicitó el divorcio de Depp en mayo de 2016 y obtuvo una orden de restricción temporal en su contra, alegando en su declaración judicial que había sido abusivo verbal y físicamente durante su relación, generalmente bajo la influencia de drogas o alcohol. Depp afirmó que estaba «intentando conseguir una resolución financiera prematura». La expareja de Depp, Vanessa Paradis, y una de sus hijas en común escribieron una carta en su defensa, algo que no pudo evitar la rápida condena de los medios y grupos feministas contra el actor. Se llegó a un acuerdo en agosto de 2016, y el divorcio finalizó en enero de 2017. Escuchó desestimar la orden de alejamiento y emitieron una declaración conjunta diciendo que su «relación era intensamente apasionada y, en ocasiones, volátil, pero siempre ligada por el amor. Ninguna de las partes ha hecho acusaciones falsas para obtener ganancias financieras. Nunca hubo ninguna intención de agresión física o emocional». Depp pagó a Heard un acuerdo de US $7 millones, que se comprometió a donar a la ACLU y al Children's Hospital Los Angeles. En 2021, el equipo legal de Heard afirmó que ella se había «retrasado en ese objetivo porque el Sr.Depp presentó una demanda en su contra y, en consecuencia, se ha visto obligada a gastar millones de dólares defendiendo las supuestas falsas acusaciones del Sr. Depp en su contra».
En junio de 2018, Depp presentó una demanda por difamación en el Reino Unido contra News Group Newspapers (NGN), la empresa que publica The Sun, que lo había llamado un «golpeador de esposas» en un artículo de abril de 2018. Heard fue un testigo clave para NGN durante el juicio altamente publicitado en julio de 2020. En noviembre de 2020, el Tribunal Superior de Justicia dictaminó que Depp había perdido su reclamo y que «la gran mayoría de las presuntas agresiones a la Sra. Heard por el Sr.Depp [12 de los 14] han sido probadas según el estándar civil» rechazando cualquier noción de un engaño en su contra. El veredicto también encontró que la carrera y el activismo de Heard se habían visto afectados negativamente al hacer público el abuso. La apelación de Depp para revocar el veredicto fue rechazada en marzo de 2021.
A principios de 2019, Depp demandó a Heard por 50 millones, debido a supuestas difamaciones por un artículo de opinión que escribió sobre sus experiencias de dejar una relación abusiva, que fue publicado por The Washington Post en diciembre de 2018. El hecho de que la nota no mencionara específicamente a Depp por su nombre no es discutido por ninguna de las partes. Depp también alegó que Heard había sido la abusadora y que sus acusaciones constituían un engaño en su contra. Su equipo legal también publicó datos de que la misma Heard había cometido abusos contra Depp. En respuesta, Heard dijo que las afirmaciones de Depp no eran ciertas y repitió sus alegatos y pruebas sosteniendo que Depp la maltrataba.
Una evaluación psicológica de la dra. Hughes, convocada por la defensa de Heard, afirmó que sufre síndrome de estrés postraumático relacionado con el maltrato de su exesposo.
El caso fue a juicio en el condado de Fairfax, Virginia, en abril y mayo de 2022. Heard solicitó a un juez que desestimara la demanda que Depp presentó en Virginia, donde se encuentra The Washington Post, para que el caso pudiera ser juzgado en California (donde residen la mayoría de los testigos), pero esta solicitud fue denegada.
Tras el veredicto en el caso Depp v NGN, una petición de Change.org solicitando que Heard fuera despedida de Aquaman y el Reino Perdido llegó a más de un millón de partidarios. En agosto de 2020, Heard contrarrestó a Depp, alegando que había coordinado «una campaña de acoso a través de Twitter y [al] orquestar peticiones en línea en un esfuerzo por hacer que la despidieran de Aquaman y L'Oreal».

## Filmografía

### Cine
| Año  | Título                       | Papel             | Observaciones                |
| ---- | ---------------------------- | ----------------- | ---------------------------- |
| 2004 | Friday Night Lights          | Maria             |                              |
| 2004 | SideFX                       | Shay              |                              |
| 2005 | Drop Dead Sexy               | Candy             |                              |
| 2005 | North Country                | Young Josey Aimes |                              |
| 2006 | Price to Pay                 | Trish             |                              |
| 2006 | Alpha Dog                    | Alma              |                              |
| 2006 | All the Boys Love Mandy Lane | Mandy Lane        |                              |
| 2007 | Spin                         | Amber             |                              |
| 2007 | Day 73 with Sarah            | Mary              | Cortometraje                 |
| 2007 | Remember the Daze            | Julia Ford        |                              |
| 2008 | Never Back Down              | Baja Miller       |                              |
| 2008 | The Informers                | Christie          |                              |
| 2008 | Pineapple Express            | Angie             |                              |
| 2009 | ExTerminators                | Nikki             |                              |
| 2009 | The Joneses                  | Jenn Jones        |                              |
| 2009 | Zombieland                   | 406               |                              |
| 2009 | The Stepfather               | Kelly Porter      |                              |
| 2010 | And Soon the Darkness        | Stephanie         | También coproductora         |
| 2010 | The River Why                | Eddy              |                              |
| 2010 | Atrapada                     | Kristen           |                              |
| 2011 | Drive Angry                  | Piper             |                              |
| 2011 | Diario de un seductor        | Chenault          |                              |
| 2013 | Syrup                        | Six               | También productora ejecutiva |
| 2013 | Paranoia                     | Emma Jennings     |                              |
| 2013 | Machete Kills                | Miss San Antonio  |                              |
| 2014 | Tres días para matar         | Agent Vivi        |                              |
| 2015 | The Adderall Diaries         | Lana Edmond       |                              |
| 2015 | One More Time                | Jude              |                              |
| 2015 | Magic Mike XXL               | Zoe               |                              |
| 2015 | La chica danesa              | Ulla Paulson      |                              |
| 2017 | I Do... Until I Don't        | Fanny             |                              |
| 2018 | Her Smell                    | Zelda             |                              |
| 2018 | London Fields                | Nicola Six        | Filmado en 2013              |
| 2018 | Aquaman                      | Mera              |                              |
| 2019 | Gully                        | Joyce             |                              |
| 2021 | Zack Snyder's Justice League | Mera              |                              |
| 2023 | Aquaman y el Reino Perdido   | Mera              |                              |
|      |                              |                   |                              |

### Televisión
| Año       | Título             | Rol              | Notas                           |
| --------- | ------------------ | ---------------- | ------------------------------- |
| 2004      | Jack & Bobby       | Liz              | Episodio: «Pilot»               |
| 2004      | The Mountain       | Riley            | Episodio: «A Piece of the Rock» |
| 2005      | The O. C.          | Salesgirl        | Episodio: «Mallpisode»          |
| 2006      | Mentes criminales  | Lila Archer      | Episodio: «Somebody's Watching» |
| 2007      | Californication    | Amber            | Episodio: «California Son»      |
| 2007      | Hidden Palms       | Greta Matthews   | 8 episodios                     |
| 2010      | The Cleveland Show | Ella misma (voz) | Episodio: «Beer Walk!»          |
| 2011      | Top Gear           | Ella misma       | Episodio: «Episode #16.5»       |
| 2011      | The Playboy Club   | Bunny Maureen    | 7 episodios                     |
| 2015      | Overhaulin'        | Ella misma       | Episodio: «In Too Depp»         |
| 2015      | The Prince         | Serena           | Película de televisión          |
| 2020–2021 | The Stand          | Nadine Cross     | 7 episodios                     |

### Videos musicales
| Año  | Título                          | Artista       |
| ---- | ------------------------------- | ------------- |
| 2003 | «There Goes My Life»            | Kenny Chesney |
| 2005 | «I Wasn't Prepared» (Versión 1) | Eisley        |

## Premios y nominaciones
| Año  | Premio                              | Categoría                                              | Película      | Resultado |
| ---- | ----------------------------------- | ------------------------------------------------------ | ------------- | --------- |
| 2008 | Young Hollywood Awards              | Premio al rendimiento innovador                        | Ella misma    | Ganadora  |
| 2009 | Detroit Film Critics Society Awards | Mejor Ensamble                                         | Zombieland    | Nominada  |
| 2010 | Scream Awards                       | Mejor Ensamble                                         | Zombieland    | Ganadora  |
| 2010 | Dallas International Film Festival  | Premio Dallas Star                                     | Ella misma    | Ganadora  |
| 2011 | Hollywood Film Festival             | Premio Spotlight                                       | The Rum Diary | Ganadora  |
| 2014 | Texas Film Hall of Fame             | Inductee                                               | Ella misma    | Ganadora  |
| 2019 | Golden Raspberry Awards             | Peor actriz                                            | London Fields | Nominada  |
| 2019 | MTV Movie & TV Awards               | Mejor beso (Compartido con Jason Momoa)                | Aquaman       | Nominada  |
| 2019 | Premios Teen Choice Awards          | Mejor actriz de película de ciencia ficción / fantasía | Aquaman       | Nominada  |
| 2019 | Saturn Award                        | Mejor actriz                                           | Aquaman       | Nominada  |

## Listado de revistas
| Año  | Nombre de cuenta regresiva                                       | Ranking |
| ---- | ---------------------------------------------------------------- | ------- |
| 2008 | Una de las 100 mujeres más calientes de 2008 de la revista Maxim | #21     |
| 2008 | Una de las 100 mujeres más sexis de 2008 de la revista FHM       | #90     |
| 2009 | Una de las 100 mujeres más calientes de 2009 de la revista FHM   | #31     |
| 2009 | Una de las 100 mujeres más calientes de 2009 de la revista Maxim | #56     |
| 2010 | Una de las 100 mujeres más sexies de 2010 de la revista FHM      | #25     |
| 2010 | Una de las 100 mujeres más calientes de 2010 de la revista Maxim | #13     |